# Керем-Авраам
31°47′24″ пн. ш. 35°13′02″ сх. д. / 31.79001667° пн. ш. 35.21723333° сх. д.
Керем-Авраам (івр. כרם אברהם) — район у центральній частині Єрусалиму, неподалік району Геула, заснований 1855 року. Керем-Авраам розташований обмежений вулицями Малькей-Ісраель, Єхезкель, Цфанія та сиротинцем Шнеллера.
Будинок місії 1855 року є однією з перших споруд, побудованих за межами Старого міста Єрусалима. Серед інших таких споруд — сиротинець Шнеллера, школа єпископа Ґобата, Мішкенот-Шаананім та Російське подвір'я.

## Історія

### XIX століття

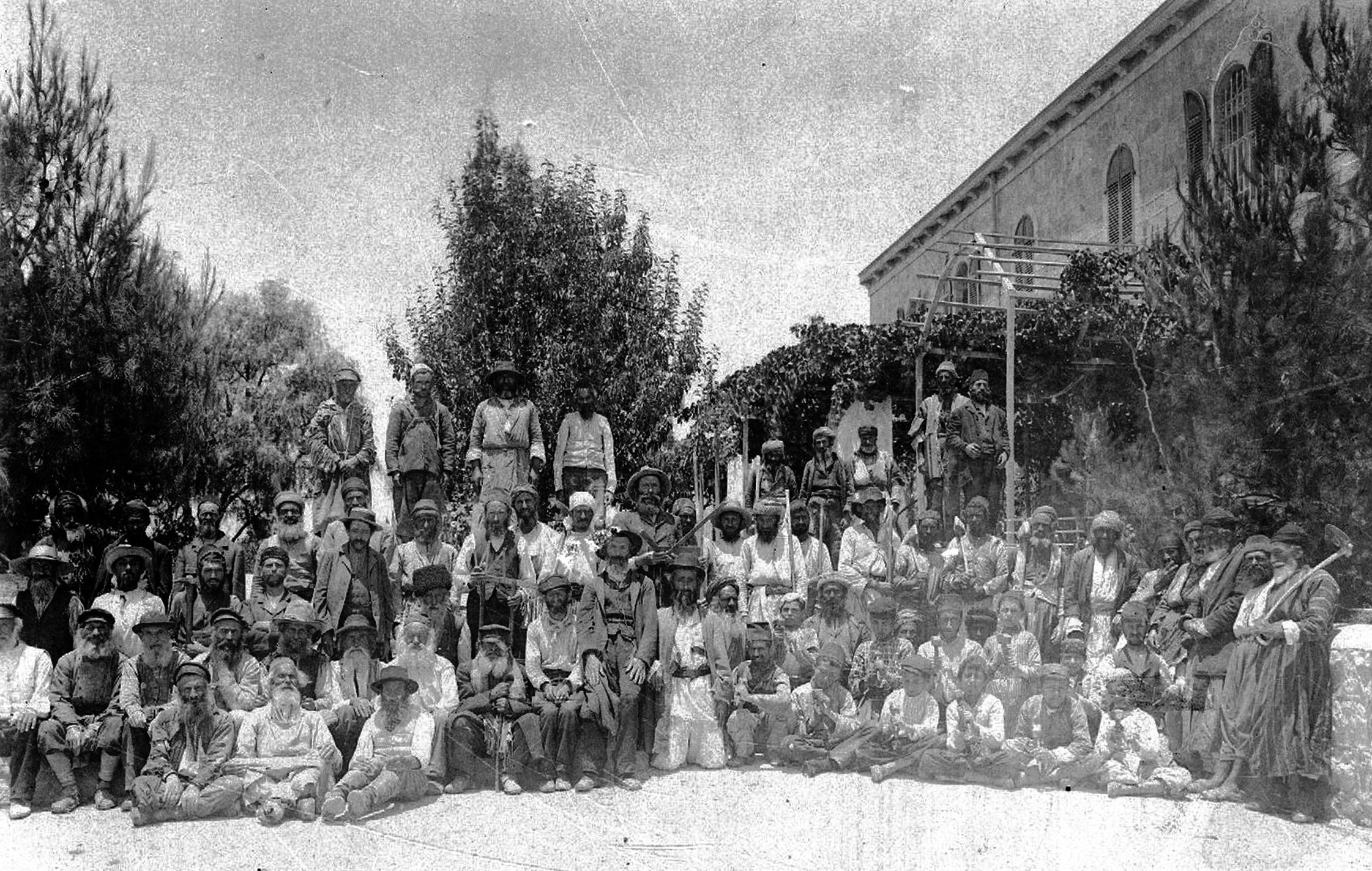
Єврейські робітники в Керем Аврагам (1855)

Керем-Авраам заснували Джеймс Фінн, британський консул в Османському Єрусалимі, та його дружина Елізабет Енн Фінн. Фінн був побожним християнином, належав до Лондонського товариства сприяння християнству серед євреїв, але він не займався місіонерською діяльністю під час перебування в Єрусалимі.
1852 року Фінн купив Карм-аль-Халіль, 10 акрів безплідної землі за стінами Старого міста. Там він заснував «Промислову плантацію для найму євреїв у Єрусалимі» (англ. The Industrial Plantation for Employment of Jews in Jerusalem), щоб навчати євреїв сільського господарства та інших ремесел, щоб вони могли стати економічно незалежними, а не покладатися на пожертви єврейської діаспори. Фінн найняв єврейських робітників, які звели там перший будинок у 1855 році, а також цистерни для зберігання води.
Після смерті Фінна його вдова заснувала там миловарню, яка виробляла високоякісне мило, яке продавалося на місцевому ринку та експортувалося за кордон. Виробництво мила стало найвідомішим джерелом роботи у комплексі.

### XX століття
Ізраїльський письменник Амос Оз ріс у районі Керем-Авраам у 1940-х роках.

### XXI століття
Більшість жителів Керем-Авраам належать до ортодоксальної релігійної громади.